# Eremostachys kaufmanniana
Eremostachys kaufmanniana là một loài thực vật có hoa trong họ Hoa môi. Loài này được Regel mô tả khoa học đầu tiên năm 1879.